# Стадіон Латвійського університету
Стадіон Латвійського університету (латис. Latvijas Universitātes stadions) — колишній стадіон у Ризі місткістю 5 000 глядачів, на якому проводилися змагання з футболу та регбі. Стадіон був домашньою ареною збірної Латвії з регбі, а також багатьох інших місцевих регбійних та футбольних клубів. 2017 року перебудований у спортивний комплекс без глядацьких трибун «Centra sporta kvartāls».

## Історія
Стадіон Латвійського університету був відкритий в 1923 році і спочатку на ньому грав футбольний клуб АСК. У 1924—1939 роках футбольна збірна Латвії провела там тринадцять матчів. Після відновлення незалежності Латвії збірна країни знову повернулася до цього об'єкту, зігравши товариський матч з Грузією 26 червня 1994 року (1:3).
5 липня 1997 року на стадіоні Латвійського університету пройшов футбольний матч групового етапу Кубка Інтертото між ризьким «Універсітате» та бременським «Вердером». З 1999 по 2008 роки стадіон був домашньою ареною футбольного клубу «Рига».
У 2000 році стадіон був переданий у власність Ризькій думі, а в 2008 році експерти постановили, що стадіон не відповідає вимогам безпеки.
31 січня 2012 року Ризька дума передала стадіон Латвійського університету в розпорядження Латвійської футбольної федерації, з умовою реконструкції стадіону в сучасну спортивну базу, яка задовольняла би усім вимогам ФІФА та УЄФА і де можна було б проводити матчі збірної Латвії з футболу. Передбачалося, що спорудження нового стадіону закінчиться до травня 2017 року. Генеральним підрядником було обрано SIA Arčers.
Однак, у зв'язку з відсутністю фінансування, будівельні роботи так і не почалися, а в липні 2016 року цей проект був визнаний таким, що не відбувся. Незабаром стало відомо, що на місці стадіону буде споруджено багатофункціональний спортивний комплекс без глядацьких трибун. Будівельні роботи по знесенню почалися в березні 2017 року, перша черга нового спортивного комплексу була відкрита в червні того ж року, а повне відкриття відбулося 16 вересня 2017 року.